# Polanco, Zamboanga del Norte
Polanco là một đô thị cấp ba ở tỉnhZamboanga del Norte, Philippines. Theo điều tra dân số năm 2000, đô thị này có dân số 34.557 người trong 7.092 hộ. Phần lớn đất đai ở Polanco thuộc dòng họ có ảnh hưởng nhất Realiza do Don Gaudencio N. Realiza dẫn đầu trong thời kỳ chính quyền Mỹ, Ngày nay những vùng đất này thuộc Labrador(Prinda),Bethlehem,Dansullan,Guinles,Macleodes,New Sicayab,New Lebangon,Sianib,and Obay.

## Các đơn vị hành chính
Polanco, về mặt hành chính, được chia thành 30 khu phố (barangay).
| - Anastacio - dwasdf - Bethlehem - Dangi - Dansullan - De Venta Perla - Guinles - Isis - Labrador (Prinda) - Lapayanbaja - Letapan - Linabo - Lingasad - Macleodes - Magangon | - Maligaya - Milad - New Lebangon - New Sicayab - Obay - Pian - Poblacion B - Poblacion South - San Antonio (Paetan) - San Miguel (Loboc) - San Pedro - Santo Niño (Lantoy) - Sianib - Silawe - Villahermosa |